# معايدة (الحيمة الداخلية)

تعديل مصدري - تعديل

معايدة هي إحدى قرى عزلة بني عمرو بمديرية الحيمة الداخلية التابعة لمحافظة صنعاء، بلغ تعداد سكانها 133 نسمة حسب تعداد اليمن لعام 2004.